# Lago Innes
O Lago Innes é um lago situado na Ilha do Sul de Nova Zelândia.
O lago faz parte do Rio Aan.